# 乔治四世桥

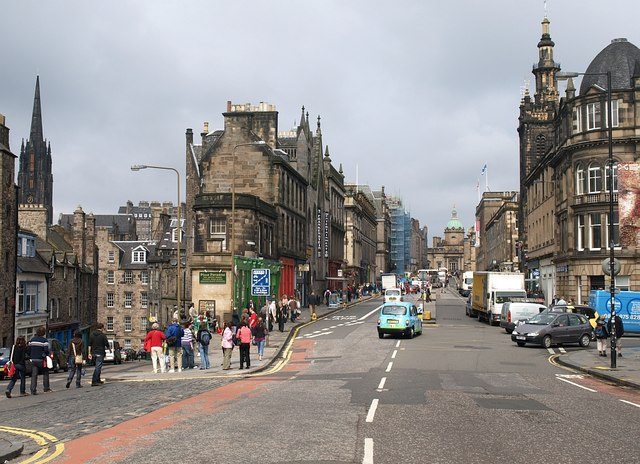
乔治四世桥

乔治四世桥（George IV Bridge）是苏格兰爱丁堡的一个高架桥，并且是是该市许多重要公共建筑的所在地。该桥长度为300米，建于1829-1832年，以乔治四世命名。它是由建筑师托马斯·汉密尔顿（1784年至1858年）设计，连接爱丁堡的南区与爱丁堡新城。爱丁堡老城的两条街道，Old Bank Close和 Liberton's Wynd，因修建此桥而被拆除。
与钱伯斯街（Chambers Street）的交汇处为苏格兰国家博物馆所在地。